# Canal+ Elles
 (août 2025).
Motif : Où sont les sources de qualité démontrant une notoriété encyclopédique ?
- Archive Wikiwix
- Bing
- Cairn
- DuckDuckGo
- E. Universalis
- Gallica
- Google
- G. Books
- G. News
- G. Scholar
- Persée
- Qwant
- (zh) Baidu
- (ru) Yandex
- (wd) trouver des œuvres sur Wikidata

| 1. | Préciser le motif de la pose du bandeau. | Précisez le motif de la pose du bandeau en utilisant la syntaxe suivante : {{admissibilité à vérifier\|date=août 2025\|motif=remplacez ce texte par le motif}}                    |
| 2. | Informer les utilisateurs concernés.     | Pensez à avertir le créateur de l'article, par exemple, en insérant le code ci-dessous sur sa page de discussion : {{subst:avertissement admissibilité à vérifier\|Canal+ Elles}} |

Canal+ Elles est une chaîne de télévision panafricaine à péage à destination d'un public féminin et éditée par Canal+ International.

## Historique de la chaîne
Canal+ Séries a été lancé le 28 septembre 2013 en Afrique.
Le public de Canal+ a toujours été très masculin à cause de sa programmation accentuée sur le sport et les blockbusters. Le rôle de Canal+ Elles sera donc de pallier ce déséquilibre par une programmation adressée au public féminin. Ainsi le 15 octobre 2019 sur Les Bouquets Canal+, Canal+ Elles est lancée en remplacement de Canal+ Séries,,.

## Programmation
Canal+ Elles aborde plusieurs sujets tels que l'éducation, les liens femme-homme, l'émancipation professionnelle, la beauté, la cuisine et la culture. Elle propose une émission quotidienne intitulée Le Chœur des Femmes, des séries africaines, telle que Chroniques d'un Couple nigérian, des séries américaines comme Murder, Drop Dead Diva, des docu-réalité comme Snapped: les couples tueurs, des téléfilms et du cinéma premium.

## Diffusion
Canal+ Elles est disponible par satellite sur les canaux 2 et 22 des Bouquets Canal+ dans 25 pays d'Afrique.
La chaîne émet sous deux créneaux horaires : Centre et Ouest.